# Durand (hrabstwo Pepin)
Durand – miasto w Stanach Zjednoczonych, w stanie Wisconsin, w hrabstwie Pepin.  W 2016 było zamieszkane przez 714 osób.